# Muhammad Hafez Ismail
Muhammad Hafez Ismaïl (arabisch محمد حافظ إسماعيل, DMG Muḥammad Ḥāfiẓ Ismāʿīl; * 28. Oktober 1919; † 1. Januar 1997 in Kairo) war ein ägyptischer Offizier und Diplomat.

## Leben
Entsprechend dem syrisch-ägyptischen Verteidigungspakt vom Oktober 1955 kommandierte Ismail die Streitkräfte der Vereinigten Arabischen Republik. Von 23. Juni 1964 bis zum 20. Dezember 1967 wurde er dann als Ambassador to the Court of St James’s akkreditiert. Anschließend war er bis zum 21. September 1968 als Botschafter in Rom und bis zum 26. Juni 1970 in Paris tätig.
Von 16. März bis 19. September 1971 wurde Ismail als Staatsminister in das Außenministerium berufen. Anschließend leitete er bis 1972 den Dschihaz al-Muchabarat al-Amma und beriet 1973 Anwar as-Sadat zu Fragen der nationalen Sicherheit. Hierbei vereinbarte er vom 7. bis 10. Februar 1973 in Moskau die Aufrüstung der Streitkräfte Ägyptens für den Jom-Kippur-Krieg und empfing einen Tag später mit Anwar as-Sadat eine Delegation der Roten Armee in Kairo. 
Schließlich wurde Muhammad Hafez Ismaïl von 1974 bis zum 8. April 1976 als Botschafter in Moskau eingesetzt, bevor er dann vom 28. April 1977 bis zum 13. Dezember 1979 erneut in Paris tätig war.